# Ayuntamiento de Poznań
El Ayuntamiento de Poznań (en polaco: ratusz w Poznaniu)  se encuentra en la Plaza mayor de Poznan del Casco Antiguo de Poznań y es uno de los símbolos de la ciudad.

## Historia
La primera mención que se tiene del edificio es en 1310 por lo que tendría que haberse construido poco antes, lo que encaja con la presencia de una dovela en el sótano que representa el escudo de la familia Przemyślid, que estuvo en el trono polaco entre los años 1300 y el 1306 con el reinado de Wenceslao II.
Fue la residencia de las autoridades municipales hasta 1939 y a día de hoy contiene un museo. El edificio gótico primitivo era mucho más pequeño, de no más de dos plantas y sin torre, y del que sólo quedan el sótano con sus bóvedas de crucería. 
El  edificio actual es renacentista y se erigió entre 1550 y 1567 por Giovanni Battista Quadro, que llegó a través de Silesia desde Lugano. Durante esta erección, se amplió el edificio hacia el oeste y se añadió una planta más, mientras que la solución de la fachada en forma de logia de tres pisos está inspirada en los tratados de arquitectura de Sebastiano Serlio.  
La torre ha sufrido varias destrucciones, la primera fue debido a un rayo en el 1675 y se reconstruyó en el 1690 pero fue destruida de nuevo, esta vez por un temporal en el 1725. Tenía una cúpula clasicista decorada con un águila polaca que fue montada durante las renovaciones generales de 1781-84 y en las siguientes renovaciones que se llevaron en los años 1910 y 1913 se añadió otra planta 
El ayuntamiento fue muy dañado en 1945 debido a la Batalla de Poznan y tras la caída de la cúpula y el posterior incendio que provocó, se calcinaran los dos pisos superiores, aunque los principales objetos fueron salvados de ser carbonizados por la intervención del custodio Józef Jóźwiak. 

Durante la restauración iniciada en el 1954 el último piso añadido se eliminó y en el 1994 se inició una renovación general del edificio, se volvió a colocar una cúpula similar a la pérdida en el incendio. 

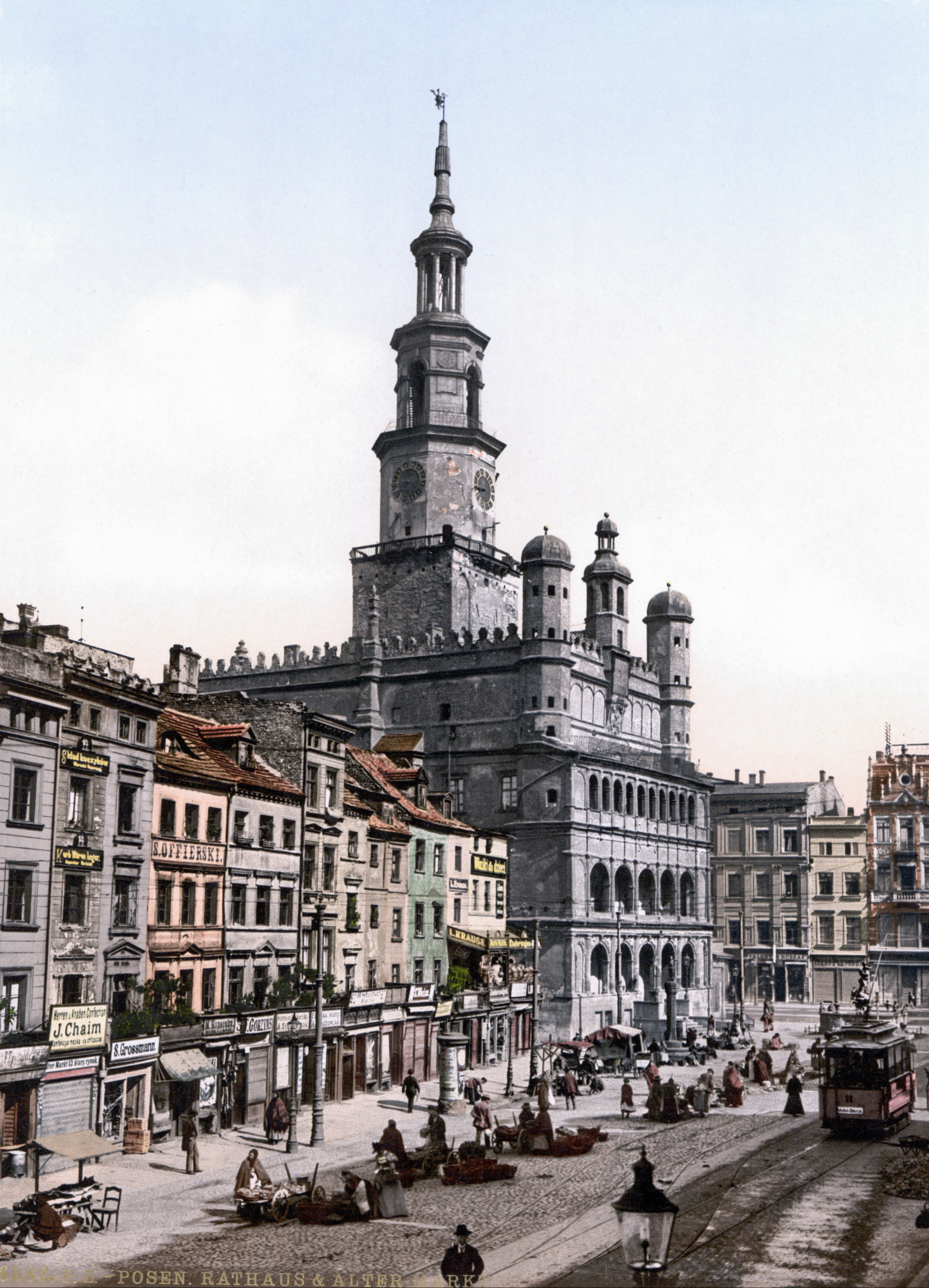
El edificio en el 1900
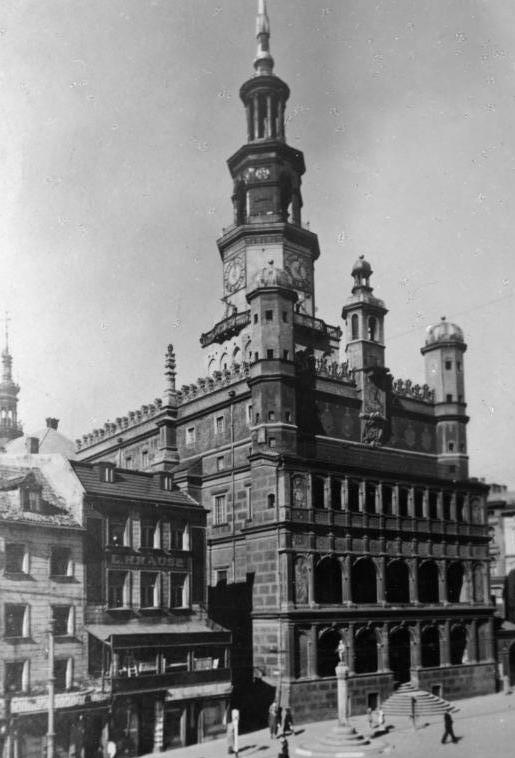
Foto de 1910 durante la dominación alemana
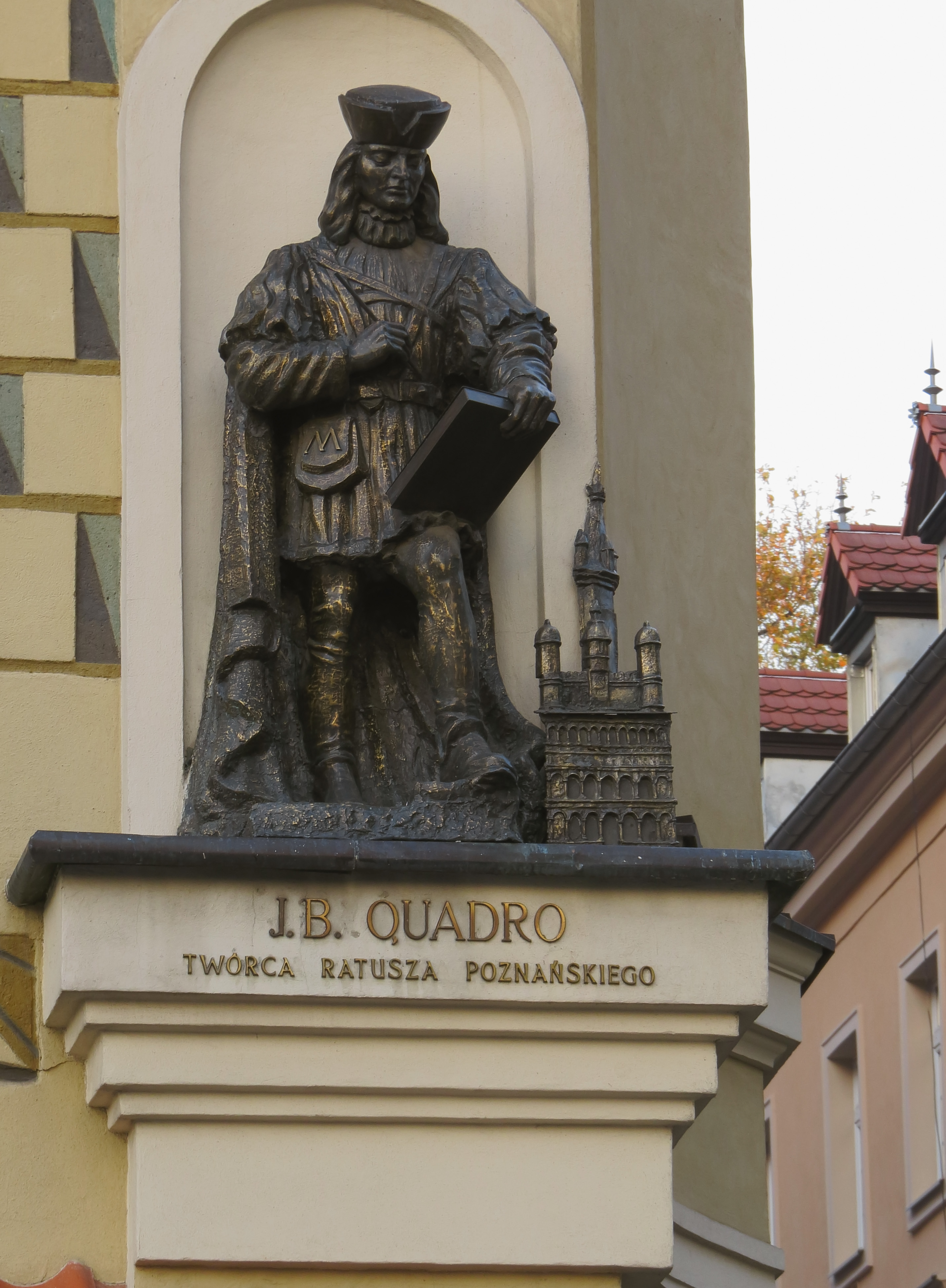
Escultura de Giovanni Battista di Quadro of Lugano en la Plaza Mayor de Poznan
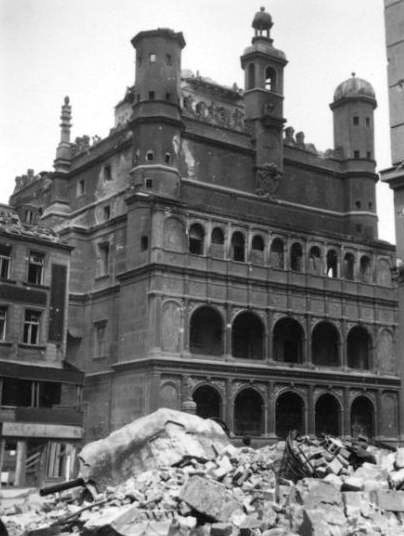
El edificio sufrió fuertes daños tras la Batalla de Poznan

## Descripción
En la torrecilla central de la fachada hay un reloj con conocidos cabritos que se cornean y que son uno de los principales símbolos de la ciudad. Aparecen siempre a las doce, lo que está relacionado con una tradición del siglo XVI y juntos a ellos todos los días al mediodía desde la terraza de la torre suena el toque de trompeta de Posnania. 
Las decoraciones de la logia representan las virtudes deseadas en los consejeros de la ciudad, además de las representaciones de varios reyes de la dinastía Jagellón como Eduviges, Vladislao Jagellon, Casimiro IV Jagellón en la parte superior de la segunda planta mientras que en los laterales se representan a reyes de la dinastía Piast como Mieszko I, Boleslao I "El Bravo".
En la actualidad, en el edificio tiene su sede el Museo de Historia de la Ciudad. En los sótanos góticos están expuestos monumentos esculpidos medievales y artesanía artística. En la parte superior se ha conservado el Gran Zaguán (Sala del Renacimineto) con una rica decoración de estuco con motivos astrológicos y simbólicos referidos a la justicia con la estatua del rey Estanislao Augusto Poniatowski de 1783.
Delante del ayuntamiento está la picota de 1535, donde se aplicaban penas y la fuente rococó de Proserpina de 1766. 

Al sur del ayuntamiento están la llamadas casitas de los leñadores con pórticos renacentistas que contienen puestos de venta (después de 1535), reconstruidas tras la destucción de la guerra, y el pozode Apollin.

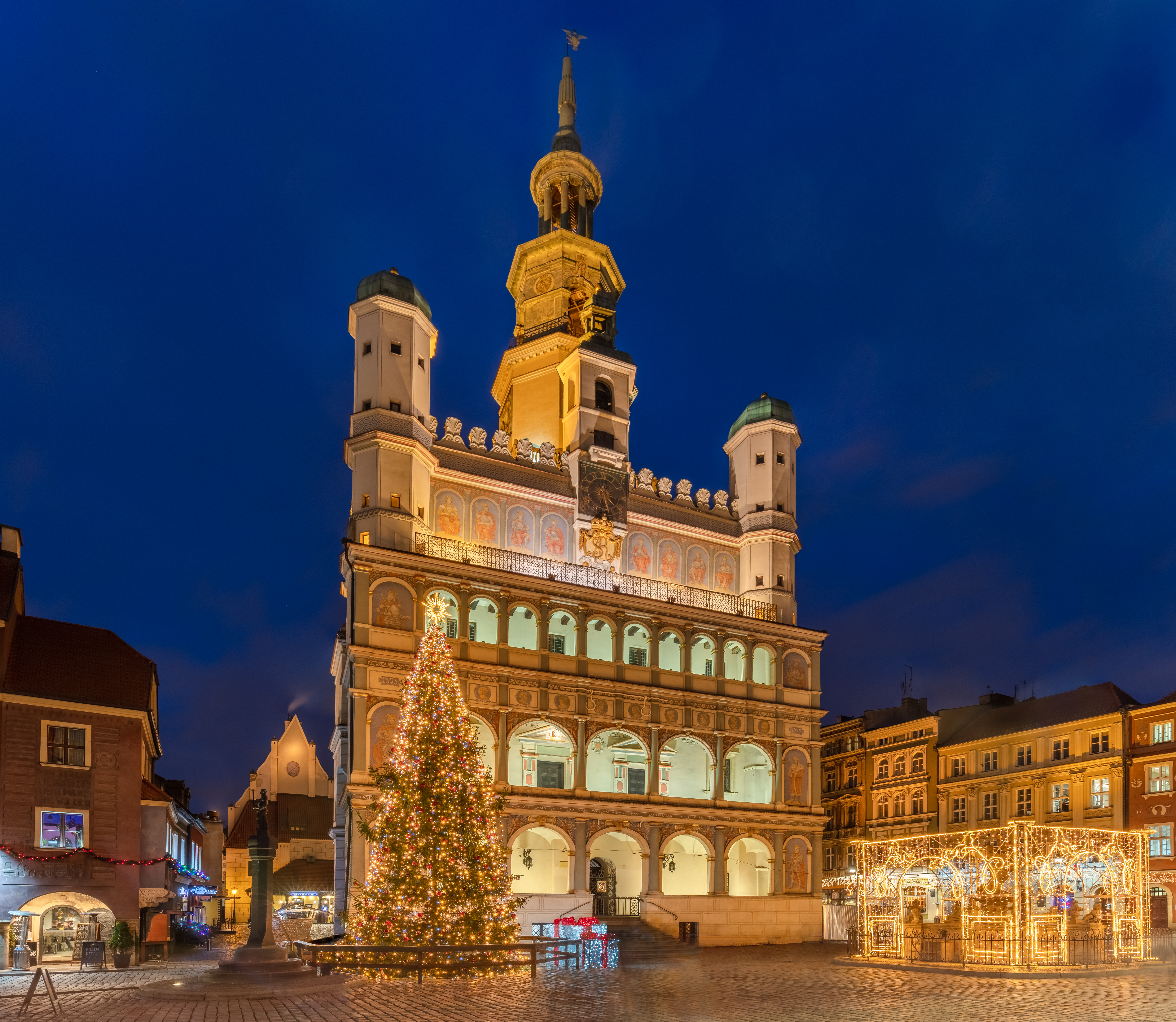
Vista del edificio de noche con la decoración por las fiestas de Navidad
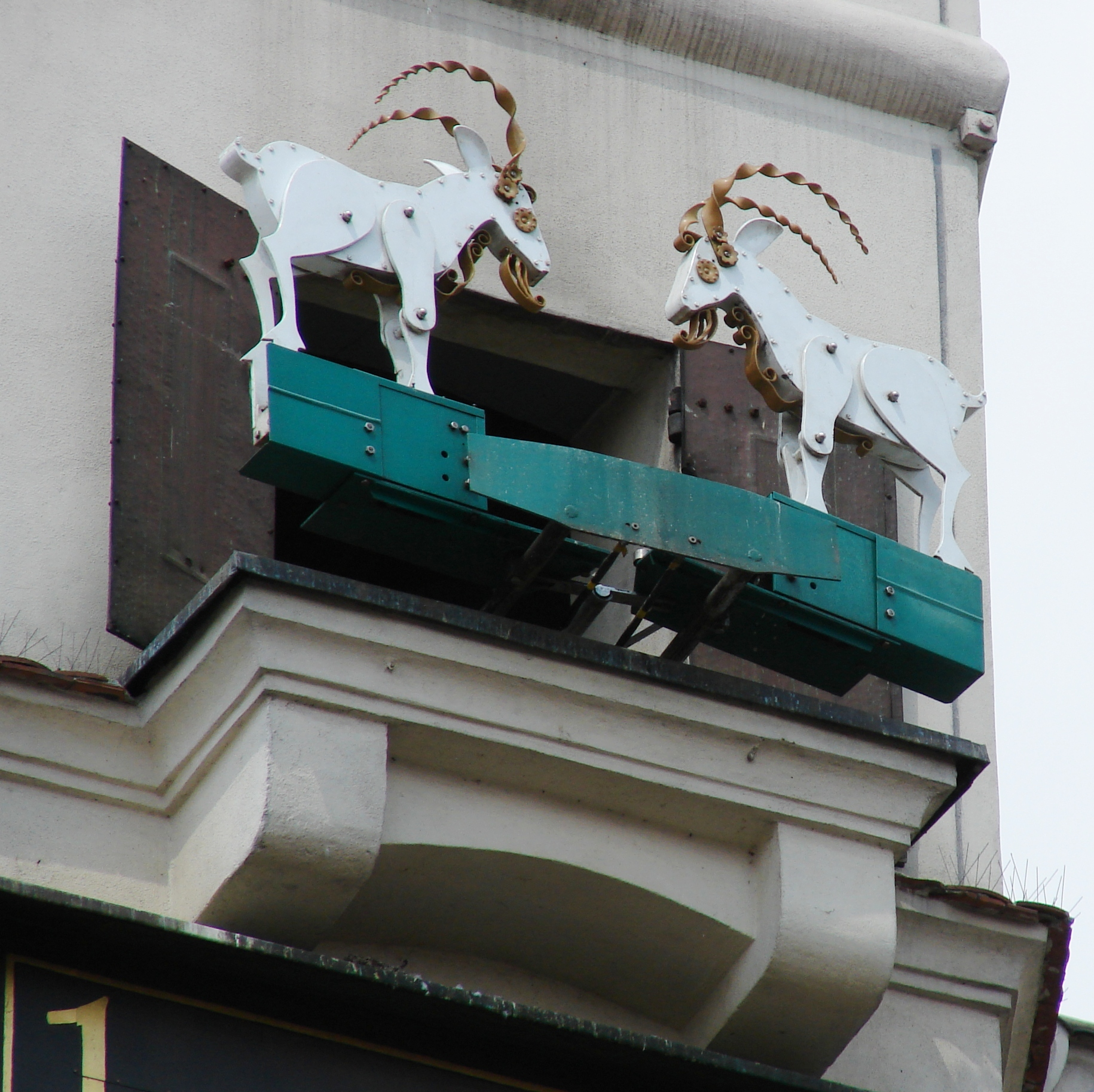
Las cabras al mediodía
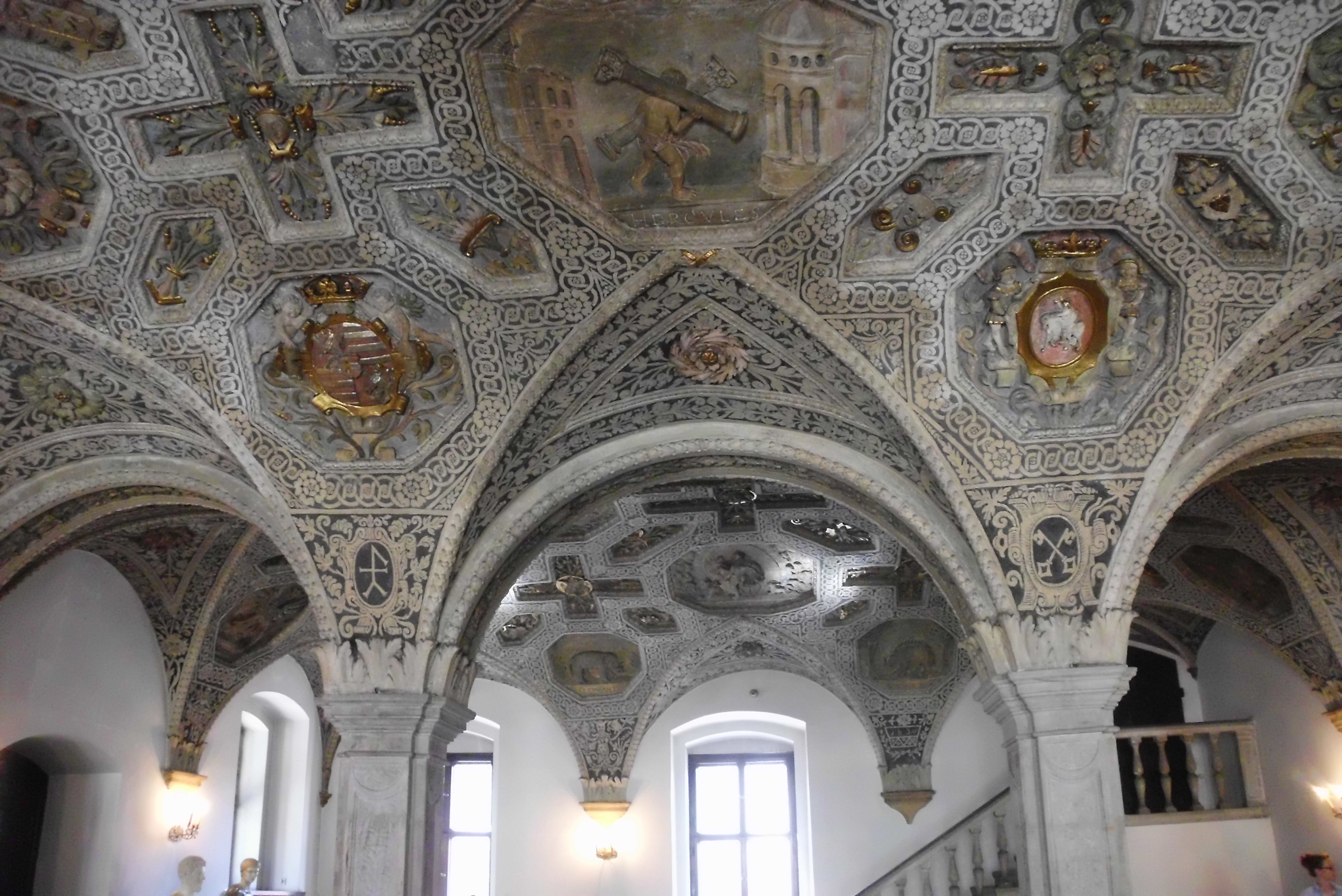
Sala del Renacimiento
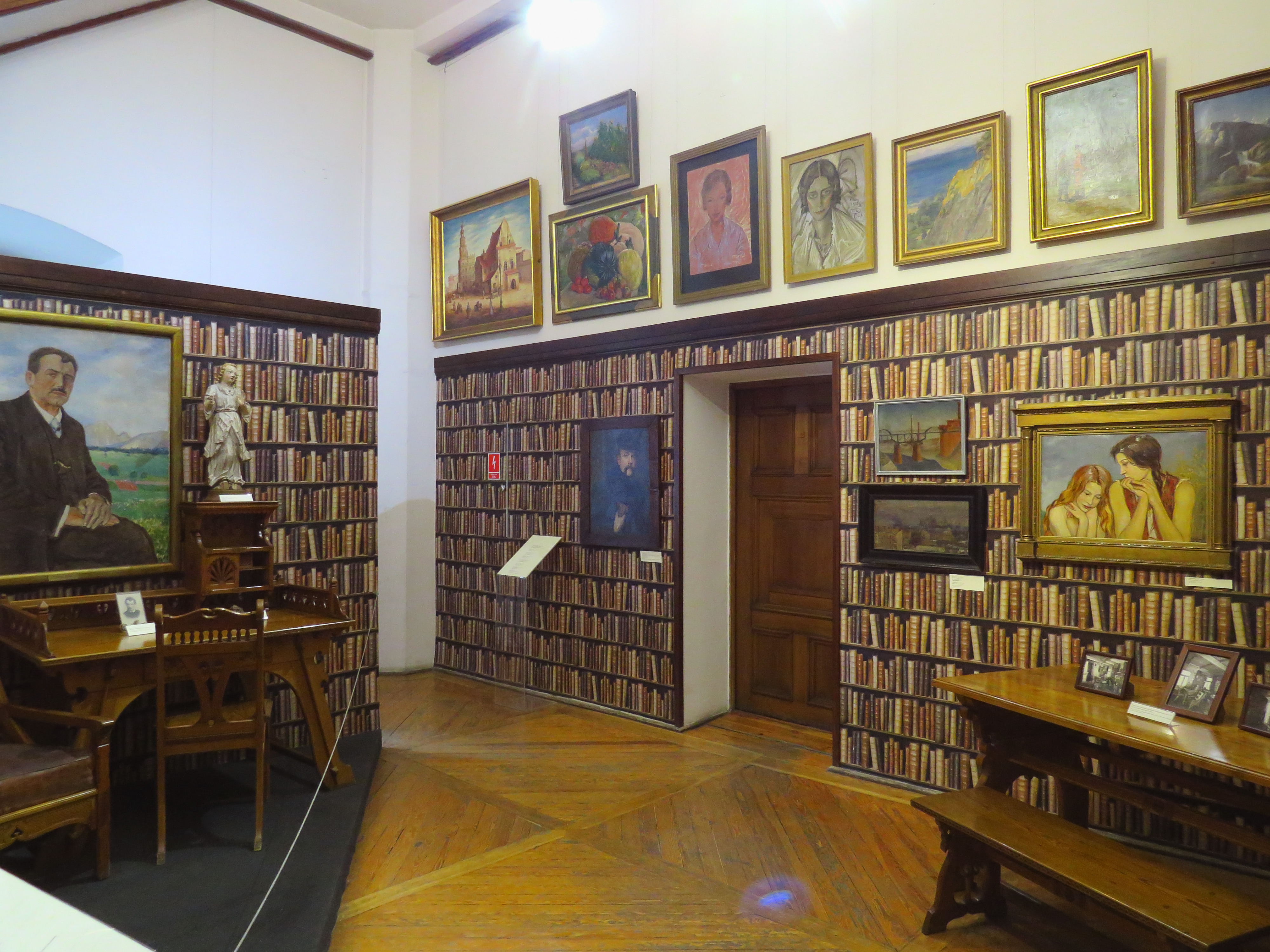
Sala del Museo de Historia alojado en el ayuntamiento
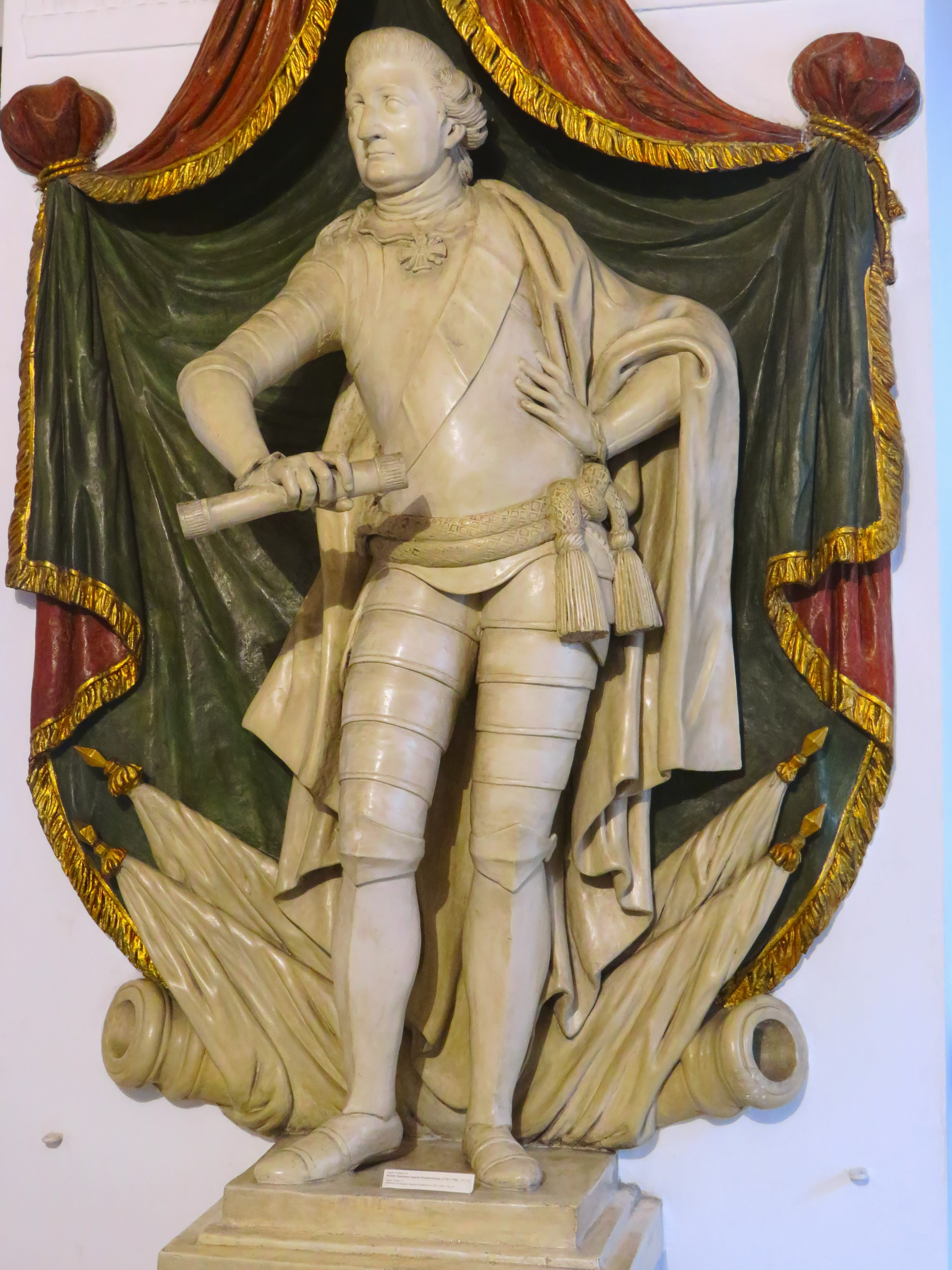
Estatua de Estanislao Augusto Poniatowski